# Vigna antillana
Vigna antillana är en ärtväxtart som först beskrevs av Ignatz Urban, och fick sitt nu gällande namn av William Fawcett och Alfred Barton Rendle. Vigna antillana ingår i släktet vignabönor, och familjen ärtväxter. Inga underarter finns listade i Catalogue of Life.